# USS Harding (DD-91)
USS Harding (DD-91) – amerykański niszczyciel typu Wickes będący w służbie United States Navy w okresie po I wojnie światowej. Patronem okrętu był Seth Harding.
Stępkę niszczyciela położono 12 lutego 1918. Okręt zwodowano 4 lipca 1918 w stoczni Union Iron Works w San Francisco. Matką chrzestną była pani Armes. Jednostka weszła do służby 24 stycznia 1919, pierwszym dowódcą został Commander Henry D. Cooke .
Okręt został przydzielony do Floty Atlantyku. Brał udział m.in. w powrocie prezydenta Wilsona z konferencji w Wersalu. Zabezpieczał transatlantycki lot wodnosamolotów Curtiss NC. Udzielał pomocy samolotowi NC-1.
Okręt przepłynął na wody europejskie, odwiedził Anglię, Francję i Azory.
Przez kolejne miesiące prowadził ćwiczenia i rejsy w pobliżu wschodniego wybrzeża USA. 13 grudnia 1919 wszedł do stoczni w Filadelfii w celu przerobienia na okręt-bazę wodnosamolotów. 20 maja 1920 wyszedł w rejs w pobliże bazy w Pensacola. Dostarczał także zapasy medyczne do Veracruz. Dotarł tam 9 czerwca 1920, gdzie wyładował m.in. leki na dżumę. Wrócił do Pensacola 13 czerwca.
3 kwietnia 1922 wypłynął z Charleston i dotarł do Filadelfii. W tym porcie został wycofany ze służby 1 lipca 1922. Jednostka została sprzedana na złom 29 września 1936.